# Ямск (село)
Ямск — село в Магаданской области России. Входит в Ольский район и соответствующий ему муниципальный округ.

## География
Расположено в устье реки Яма (по которой и названо), близ побережья Переволочного залива Охотского моря.
Расстояние до районного центра Олы — 158 км, до Магадана — 192 км.
Климатические условия
На климат сказывается влияние моря, часто образующиеся над ним циклоны обуславливают многоснежную зиму с сильными пургами (до 14 дней в месяц). Среднемесячная температура воздуха самого холодного месяца января −22ºС. Лето прохладное с частыми туманами. Самый теплый месяц — середина июля и первая неделя августа среднемесячную температуру воздуха в это время +15Сº(в жаркие дни достигает дневная температура +30Сº.За последние десятилетия климат меняется. В августе проливные дожди.
Среднегодовая температура воздуха составляет −5,2ºС. Количество атмосферных осадков за тёплый период 192 мм, за холодный — 327 мм (при этом в октябре выпадает до 37 % от общего количества осадков). Среднегодовая скорость ветра равна 5,6 м/сек, в любое время года господствующим направлением является северо-восточное и северо-западное. Грозы наблюдаются крайне редко, в среднем не более 1-2 за все лето, в некоторые годы их совсем не бывает. Явления гололёда отмечается сравнительно редко, преимущественно в начале зимы (ноябрь—январь).

## История
Современное село Ямск ведёт своё происхождение от Ямского острога, заложенного в 1739 году майором Якутского полка Василием Мерлиным. Острог стал опорным пунктом государственной власти на Охотском побережье. Жителями посёлка были казаки и оседлые ительмены (коряки), по рассказам старожилов, племя пришло с Аляски. Часть осталась жить на Камчатке и небольшая группа осела на побережье Охоского моря. Крепость была обнесена частоколом, внутри находились 25 деревянных домов, здание канцелярии и православная часовня, построенная в 1775 году. В начале XIX века в посёлке проживало 112 жителей, к 1850-х гг. численность населения возросла до 198 человек. В 1847 году вместо обветшалой к тому времени часовни была построена небольшая православная церковь, рядом с которой в 1884 году был срублен Благовещенский храм.
В 1908 году в Ямске проживало около 270 человек. После установления на Охотском побережье Советской власти весной 1923 года был организован Ямский ревком. Его первым председателем был избран М. И. Канов, позднее ставший одним из первооткрывателей колымского золота. В марте 1929 года в Ямске была создана первая рыболовецкая артель «Долой частника». В посёлке открылась школа, построен ряд общественных зданий.
В 1926 году по распоряжению районных властей здание старой церкви было разобрано на дрова, а спустя 5 лет уже по инициативе местной комсомольской организации Ямскую Благовещенскую церковь преобразовали в клуб, где стали работать разные кружки, ставились спектакли, был организован хор.
В начале 1930-х гг. артель была преобразована в колхоз «Пятилетка», и его правление решило перенести селение в большое устье Ямы, поближе к рыбацким промыслам. В короткий промежуток времени в 1938 году здесь были возведены жилые дома, школа, больница и др.
По переписи населения в 1959 году в Ямске насчитывалось свыше 300 человек на 96 дворов. Они успешно занимались разведением крупного скота, охотой, промыслом пушных зверей, дичи, звероводством, домашним оленеводством. Также выращивали овёс, морковь, картошку, белокочанную капусту. Рыболовством тогда занимался вновь организованный колхоз «Ленинское знамя», в 1975 году после нового объединения с колхозом «Победа» ставший совхозом с центральной усадьбой в Тахтоямске.
В 1979 году Ямское отделение совхоза было реорганизовано в госпромхоз «Ямский», который просуществовал до 1993 года.

## Население
| 1924 | 1926 | 2002 | 2010 | 2012 | 2013 | 2014 |
| ---- | ---- | ---- | ---- | ---- | ---- | ---- |
| 574  | ↘389 | ↘187 | ↘106 | ↘91  | ↗93  | ↘85  |
| 2015 | 2018 | 2020 | 2021 |      |      |      |
| ↘83  | ↘81  | ↘77  | ↗111 |      |      |      |

В Ямске в абсолютном большинстве проживают представители малочисленных народностей Севера — эвены, коряки, камчадалы, ительмены.

## Экономика и социальная инфраструктура
Жители села заняты традиционной для коренных малочисленных народов Севера хозяйственной деятельностью — рыболовством, в том числе: охотой, заготовкой древесины и недревесных лесных ресурсов для собственных нужд.
В посёлке действуют: начальная школа, фельдшерско-акушерский пункт, клуб.
Электроснабжение осуществляется от местной дизельной электростанции.
В Ямске 22 четырёх-квартирных одноэтажных деревянных дома с печным отоплением, без коммунальных удобств,построенных в 50-х годах прошлого века. Протяженность улично-дорожной сети составляет 4,5 км. Во всём посёлке имеется только один таксофон. На 1.09.2022 в единственной школе обучается один ученик.

## Транспорт
Особенностью села является его географическая удаленность и труднодоступность, автомобильное сообщение с другими населёнными пунктами отсутствует. Завоз грузов осуществляется в период морской навигации. Регулярное круглогодичное сообщение села с областным центром осуществляется вертолётами, для этого в селе устроена авиационная площадка. Стоимость билета составляет 4100 рублей в одном направлении.

## Флора и фауна
Вокруг поселения произрастают берёзово-лиственничные насаждения, представленные лиственницей даурской и берёзой каменной с богатым кустарниковым подлеском, среди которого встречаются рябина бузинолистная, ольха пушистая, спирея, два вида жимолости, таволга, черемуха, несколько видов ив. Широко представлены кедровый и ольховый стланики, а также берёза Миддендорфа, рододендрон камчатский, осоки, хвощ, пушица, багульник; из ягод — голубика, морошка, брусника, шикша, клюква, жимолость, княженика, рябина.
Среди животных встречаются: лисица, волк, бурый медведь, лось, снежный баран, росомаха, соболь, горностай, норка американская, выдра, белка, заяц-беляк.